# 国际抗癫痫联盟
国际抗癫痫联盟（英語：International League Against Epilepsy）是一个成立于1909年的医师及其他卫生工作者的协会。国际抗癫痫联盟的目标有：推动癫痫知识的进步和传播，推动相关的研究、教育和培训，（特别是通过预防、诊断、治疗）改善对癫痫病人的护理服务。
国际抗癫痫联盟經常與国际癫痫署合作，促进大众对癫痫病的理解认识。国际癫痫署、国际抗癫痫联盟与世界卫生组织在1997年发起了“全球抗癫痫运动”（Global Campaign Against Epilepsy），以促进各国努力解决癫痫病人的问题